# Aleksandr Yatsévich
Aleksandr Yatsévich (Unión Soviética, 8 de septiembre de 1956) es un atleta soviético retirado especializado en la prueba de 400 m vallas.

## Carrera deportiva
En el Campeonato Europeo de Atletismo de 1982 ganó la medalla de plata en los 400 m vallas, con un tiempo de 48.60 segundos, tras el alemán Harald Schmid que con 47.48 segundos batió el récord de los campeonatos, y por delante de otro alemán Uwe Ackermann.